# Mercer Island
Mercer Island è una città della contea di King, nello Stato di Washington (Stati Uniti).